# Dagmara Domińczyk
Dagmara Domińczyk (Kielce, Polonia, 17 de julio de 1976) es una actriz y escritora nacida en Polonia y nacionalizada estadounidense. Ha actuado en las películas Rock Star (2001) personificando a una persona trans, The Count of Monte Cristo (2002) como Mercedes, Kinsey (2004), Trust the Man (2005), Lonely Hearts (2006), Running with Scissors (2006), Higher Ground (2011), The Letter (2012), The Immigrant (2013) y Big Stone Gap (2014).
En 2013 publicó su primera novela, titulada The Lullaby of Polish Girls. Está casada con el actor Patrick Wilson.

## Filmografía

### Cine
| Año  | Título                    | Rol                | Notas   |
| ---- | ------------------------- | ------------------ | ------- |
| 2000 | Keeping the Faith         | Claire             |         |
| 2001 | Rockstar                  | Tania Asher        |         |
| 2002 | The Count of Monte Cristo | Mercedès Iguanada  |         |
| 2002 | They                      | Terry Alba         |         |
| 2003 | Tough Luck                | Divana / Melissa   |         |
| 2004 | Kinsey                    | Agnes Gebhard      |         |
| 2005 | Trust the Man             | Pamela             |         |
| 2006 | Mentor                    | Julia Wilder       |         |
| 2006 | Lonely Hearts             | Delphine Downing   |         |
| 2006 | Running with Scissors     | Suzanne            |         |
| 2007 | Prisoner                  | Olivia             |         |
| 2010 | Helena from the Wedding   | Eve                |         |
| 2011 | Higher Ground             | Annika             |         |
| 2011 | Felix the Painter         | Brigitte           | Corto   |
| 2012 | The Letter                | Elizabeth McIntyre |         |
| 2013 | Phantom                   | Sophi Zubov        |         |
| 2013 | The Immigrant             | Belva              |         |
| 2014 | Jack Strong               | Sue                |         |
| 2014 | Big Stone Gap             | Elizabeth Taylor   |         |
| 2014 | Let's Kill Ward's Wife    | Stacy              |         |
| 2016 | A Woman, a Part           | Nadia Jones        |         |
| 2021 | The Lost Daughter         | Callie             | Netflix |
| 2024 | Miller's Girl             | TBA                |         |

### Televisión
| Year | Title                              | Role            | Notes       |
| ---- | ---------------------------------- | --------------- | ----------- |
| 2001 | Third Watch                        | Jeneca Farabee  | 2 episodios |
| 2003 | Law & Order: Special Victims Unit  | Kate Logan      |             |
| 2004 | Bad Apple                          | Gina Defresco   |             |
| 2004 | The Five People You Meet in Heaven | Marguerite      |             |
| 2005 | 24                                 | Nicole          | 2 episodios |
| 2006 | The Bedford Diaries                | Katrina Macklin | 4 episodios |
| 2011 | The Good Wife                      | Isabel Sharp    |             |
| 2011 | Suits                              | Nancy           |             |
| 2012 | Person of Interest                 | Sarah Jennings  |             |
| 2014 | Boardwalk Empire                   | Dinah Linehan   |             |
| 2018 | Succession                         | Karolina        |             |